# Stanisław Pietrasiewicz
Stanisław Pietrasiewicz, ps. „Orlicz”, „Orski” (ur. 29 września 1915 w Lubaczowie, zm. 19 sierpnia 1998) – podporucznik piechoty Wojska Polskiego, członek NOW i NZW, magister praw.

## Życiorys
Urodził się w rodzinie Jakuba i Marii Mudreckiej. W 1936, po ukończeniu Korpusu Kadetów Nr 3 w Rawiczu, został przyjęty do Szkoły Podchorążych Piechoty w Komorowie k. Ostrowi Mazowieckiej. W 1939, jako podchorąży starszego rocznika został przydzielony do 23 pułku piechoty z Włodzimierza Wołyńskiego. W szeregach tego pułku wziął udział w kampanii wrześniowej. Walczył w obronie Warszawy.
Od lata 1941 r. był komendantem NOW w powiecie lubaczowskim. W dniu 13 grudnia 1943 r. został aresztowany przez Gestapo. Do końca stycznia 1944 r. przebywał w więzieniu w Rawie Ruskiej, a następnie w więzieniu we Lwowie. Zwolniony 24 kwietnia 1944 r., powrócił do Lubaczowa. Po wznowieniu przez Kazimierza Mireckiego działalności Okręgu Rzeszowskiego NZW (NOW) w lutym 1945 r. został ponownie komendantem w powiecie lubaczowskim. Od maja tego roku był jednocześnie szefem sztabu w komendzie Okręgu. Sprzeciwił się decyzji nowego komendanta, Józefa Sałabuna, o rozwiązaniu oddziałów leśnych i zaprzestaniu walki zbrojnej, wobec czego w lipcu 1945 r. został zwolniony z pełnionych funkcji. Wyjechał następnie na Pomorze, gdzie objął funkcję komendanta Okręgu Morskiego NZW. Został aresztowany przez UB 9 maja 1946 r. w Kartuzach.
Wyrokiem Wojskowego Sądu Rejonowego w Gdańsku z 26 lutego 1947 r. skazano go na karę śmierci. W dniu 21 maja kara została zmieniona na 15 lat więzienia. W dniu 19 czerwca 1956 r. został wypuszczony na wolność z powodu złego stanu zdrowia. Zamieszkał w Tarnobrzegu, gdzie pracował jako urzędnik w kombinacie siarkowym. W 1963 r. przeniósł się do Krakowa, gdzie założył spółdzielnię zajmującą się projektowaniem domów jednorodzinnych. W latach 90. XX wieku wyrokiem Sądu w Krakowie został zrehabilitowany.
Został pochowany na cmentarzu Batowice w Krakowie.